# Duroniella acuta
Duroniella acuta är en insektsart som beskrevs av Boris Petrovich Uvarov 1952. Duroniella acuta ingår i släktet Duroniella och familjen gräshoppor. Inga underarter finns listade i Catalogue of Life.